# Chassalia discolor
Chassalia discolor är en måreväxtart som beskrevs av Karl Moritz Schumann. Chassalia discolor ingår i släktet Chassalia och familjen måreväxter.

## Underarter
Arten delas in i följande underarter:
- C. d. discolor
- C. d. grandifolia
- C. d. taitensis